# Billy Hartill
William John Hartill, detto Billy, conosciuto anche come Ted Hartill (Wolverhampton, 18 luglio 1905 – Walsall, 12 agosto 1980), è stato un calciatore inglese, di ruolo attaccante.

## Carriera

### Club
Già da giovanissimo, dopo aver lasciato scuola, Hartill decise di intraprendere la carriera militare entrando a far parte della Royal Horse Artillery. Nell'agosto 1928 decise di intraprendere una carriera da calciatore accasandosi al Wolverhampton. Fece il proprio debutto con i Wolves il 24 novembre seguente in una gara contro il Bradford City. Ad essergli particolarmente proficua fu l'annata successiva, in cui il giocatore riuscì a mettere a segno un totale di 33 reti in 36 presenze. Le sue 170 reti totali messe a segno in 7 stagioni lo resero il miglior marcatore nella storia del club, salvo poi venire superato da John Richards nel 1980. Tuttavia, la sua media realizzativa rimase la stessa anche nelle successive tre annate, aiutando la squadra a raggiungere finalmente la promozione in First Division da primi in classifica.
Rimase al Molineux Stadium fino all'estate del 1935, quando venne acquistato a titolo definitivo dall'Everton con il consenso del tecnico Frank Buckley. In 6 mesi di permanenza alle Toffees totalizzò solamente cinque presenze, finendo per essere relegato ai margini della squadra nel mese di dicembre. Dato il suo scarso rendimento, nel gennaio dell'anno dopo venne acquistato dai rivali del Liverpool. Anche nell'altra sponda di Liverpool, però, Hartill fece fatica a trovar spazio e in estate venne inserito all'interno di un'operazione di scambi con il Bristol Rovers che portò il centrocampista Phil Taylor a vestire la maglia dei Reds.

## Palmarès

### Competizioni nazionali
- Second Division: 1

Wolverhampton: 1931-1932